# Baru Kibul
Baru Kibul is een bestuurslaag in het regentschap Merangin van de provincie Jambi, Indonesië. Baru Kibul telt 262 inwoners (volkstelling 2010).